# SOS con rabbia e con amore
SOS con rabbia e con amore, pubblicato nel 1999, è il 21º album in studio dei Nomadi, raccolta di alcuni tra i più vecchi successi riarrangiati dalla nuova formazione del gruppo.

## Descrizione
È il primo cd su cui compare il violino del nuovo membro Sergio Reggioli subentrato nell'autunno dell'anno precedente al polistrumentista Andrea Pozzoli.
Per la prima volta compare su un disco in studio dei Nomadi una loro registrazione de L'atomica cinese di Francesco Guccini; per l'occasione il brano pubblicato dal cantautore di Pàvana sul suo album d'esordio Folk beat nº 1 viene cantato da Danilo Sacco. L'unica incisione con Augusto Daolio alla voce è invece quella risalente al 1979, anno di pubblicazione del live Album concerto. La traccia numero 2 è il brano Atomica cinese.

## Tracce
1. Dio è morto – 2:49 (Francesco Guccini)
2. Atomica cinese – 3:16 (Francesco Guccini)
3. Utopia – 3:43 (testo: Giuliano Pinori – musica: Giuseppe Carletti)
4. I miei anni – 4:45 (testo: Romano Rossi – musica: Giuseppe Carletti)
5. La voglia di posare – 4:24 (testo: Romano Rossi – musica: Giuseppe Carletti)
6. Il fiore nero – 3:19 (testo: Romano Rossi – musica: Giuseppe Carletti)
7. Tu che farai – 3:52 (testo: Romano Rossi e Christopher Dennis – musica: Giuseppe Carletti)
8. Ti voglio – 3:03 (testo: Giorgio Calabrese – musica: Bob Dylan)
9. 20 de abril – 3:46 (Jesús Cifuentes e Nacho Martín)
10. Marinaio di vent'anni – 3:56 (testo: Daniele Taurian – musica: Giuseppe Carletti e Odoardo Veroli)
11. Abbi cura di te – 4:49 (testo: Luigi Albertelli – musica: Giuseppe Carletti)
12. Un pugno di sabbia – 4:37 (testo: Claudio Daiano – musica: Roberto Soffici)
13. Senza discutere – 3:33 (testo: Alberto Salerno – musica: Umberto Napolitano e Guido Maria Ferilli)
14. Io vagabondo – 3:54 (testo: Alberto Salerno – musica: Damiano Nino Dattoli)
15. Voglio ridere – 4:23 (testo: Paolo Mario Limiti e Maurizio Seymandi – musica: Mario Migliardi)

## Formazione
- Danilo Sacco – voce, chitarra
- Beppe Carletti – tastiere
- Cico Falzone – chitarra
- Massimo Vecchi – basso, voce
- Daniele Campani – batteria
- Sergio Reggioli – violino